# Allapattah
Allapattah est un quartier de la ville de Miami aux États-Unis.